# Scottish Division Two 1898/99
Die Scottish Football League Division Two wurde 1898/99 zum sechsten Mal ausgetragen. Nach Einführung der Division One war es zudem die sechste Austragung, als zweithöchste Fußball-Spielklasse der Herren in der Scottish Football League unter dem Namen Division Two.
In der Saison 1898/99 traten 10 Klubs in insgesamt 18 Spieltagen gegeneinander an. Jedes Team spielte jeweils einmal zu Hause und auswärts gegen jedes andere Team. Es galt die 2-Punkte-Regel. Bei Punktgleichheit waren die Vereine (mit derselben Punktausbeute) gleich platziert. Die Meisterschaft gewann der FC Kilmarnock.

## Statistiken

### Abschlusstabelle
| Pl. | Verein                | Sp. | S  | U | N  | Tore    | Diff. | Punkte |
| --- | --------------------- | --- | -- | - | -- | ------- | ----- | ------ |
| 1.  | FC Kilmarnock         | 18  | 14 | 4 | 0  | 073:240 | +49   | 32:40  |
| 2.  | Leith Athletic        | 18  | 12 | 3 | 3  | 063:380 | +25   | 27:90  |
| 3.  | Port Glasgow Athletic | 18  | 12 | 1 | 5  | 075:510 | +24   | 25:11  |
| 4.  | FC Motherwell         | 18  | 7  | 6 | 5  | 041:400 | +1    | 20:16  |
| 5.  | Hamilton Academical   | 18  | 7  | 1 | 10 | 048:580 | −10   | 15:21  |
| 5.  | Airdrieonians FC      | 18  | 6  | 3 | 9  | 036:460 | −10   | 15:21  |
| 7.  | Greenock Morton       | 18  | 6  | 1 | 11 | 036:420 | −6    | 13:23  |
| 7.  | FC Ayr                | 18  | 5  | 3 | 10 | 035:510 | −16   | 13:23  |
| 9.  | FC Linthouse          | 18  | 5  | 1 | 12 | 029:620 | −33   | 11:25  |
| 10. | FC Abercorn           | 18  | 4  | 1 | 13 | 041:650 | −24   | 09:27  |